# Amedeo Benedetti
Amedeo Benedetti (Fivizzano, 22 settembre 1954 – Genova, 18 aprile 2017) è stato un italianista e biografo italiano.
Laureato a Genova in Lettere, in Storia, e in Filosofia, fu un autore attivo soprattutto nel settore della storia della letteratura italiana dell'Ottocento e in quello dei linguaggi settoriali.

## Biografia
Dopo l'infanzia trascorsa a Fivizzano, si spostò a Genova, dove frequentò il prestigioso liceo Arecco dei padri gesuiti. Prestò poi servizio militare come ufficiale nella Brigata alpina Julia. A Genova conseguì tre lauree: la prima in lettere (indirizzo classico), la seconda in storia e la terza in filosofia.
Il suo esordio come scrittore avvenne nel 1987, con una serie di racconti pubblicati dalla rivista letteraria "Indizi" di Genova. Iniziò quindi la pubblicazione di una lunga serie di opere di saggistica, relative alla bibliografia, all'intelligence, alla linguistica.
Docente di lettere in scuole statali, tenne corsi di comunicazione presso enti ed istituzioni.
Dal 1989 fece parte del Comitato radiotelevisivo della regione Liguria, di cui divenne anche vicepresidente. In tale veste organizzò nel 1997 il premio Telequalità e pubblica manuali di comportamento radiofonico e televisivo. 
Nel 2002 iniziò ad occuparsi di perizie scrittorie in ambito criminologico.
La notorietà gli arrivò dai libri sulle tecniche di comunicazione delle Brigate Rosse, di Silvio Berlusconi, di Henry Kissinger, di Joseph Ratzinger, di Jorge Bergoglio, testi che hanno avuto discreta diffusione in Italia ed all'estero.
In ambito letterario si dedicò principalmente alla pubblicazione di studi su alcune delle figure maggiormente rappresentative della cosiddetta "Scuola storica": Graziadio Isaia Ascoli, Adolfo Bartoli, Giosuè Carducci, Tommaso Casini, Vincenzo Crescini, Alessandro D'Ancona, Cesare De Lollis, Francesco D'Ovidio, Egidio Gorra, Arturo Graf, Vittorio Imbriani, Guido Mazzoni, Ernesto Monaci, Salomone Morpurgo, Francesco Novati, Ernesto Giacomo Parodi, Giuseppe Pitrè, Rodolfo Renier, Angelo Solerti, Francesco Torraca, Albino Zenatti.
Fu inoltre socio della Deputazione di Storia Patria per le Antiche Province Modenesi e della Società Storica della Valdelsa.
Si interessò più volte nei suoi scritti della storia della Lunigiana, sua terra d'origine, ed in particolare di personaggi illustri di Fivizzano:dallo storico Adolfo Bartoli al fotografo Giovanni Gargiolli, dall'abate Emanuele Gerini allo scultore Umberto Bassignani.
Collaborò con articoli e recensioni alle riviste Antologia Vieusseux, Biblioteche Oggi, Culture del testo e del documento, Esperienze Letterarie, Il Veltro,  Intersezioni, L'Alighieri, Lares, Lettere italiane, Otto/Novecento, Rivista di studi politici internazionali, Sapere, Atti e memorie di varie Deputazioni di storia patria, ed altre.
Morì nel 2017 all'età di 62 anni.
Suo figlio Bruno Benedetti, matematico, è professore universitario a Miami, Florida.

## Opere
- Il comportamento televisivo, Genova, Regione Liguria, 1996.
- Il comportamento radiofonico, Genova, Regione Liguria, 1996.
- Comunicazione e osservazione per musicoterapeuti, Genova, Associazione italiana studi di musicoterapia, 1997.
- Il programma dell'Accesso, Genova, Erga, 1999. ISBN 88-8163-192-X
- Storia dei programmi televisivi di maggior audience, Genova, Erga, 1999. ISBN 88-8163-193-8
- Gli archivi delle immagini. Fototeche, cineteche e videoteche in Italia, Genova, Erga, 2000. ISBN 88-8163-182-2
- Gli archivi sonori. Fonoteche, nastroteche e biblioteche musicali in Italia, Genova, Erga, 2002. ISBN 88-8163-215-2
- Il linguaggio delle nuove Brigate Rosse, Genova, Erga, 2002. ISBN 88-8163-292-6
- Il cinema documentato. Cineteche, musei del cinema e biblioteche cinematografiche in Italia, Genova, Cineteca Griffith, 2002.
- Gli archivi della scienza. Musei e biblioteche della scienza e della tecnologia in Italia (con Bruno Benedetti), Genova, Erga, 2003.
- L'osservazione per l'intelligence e l'indagine, Genova, Erga, 2003. ISBN 88-8163-333-7
- Decisione e persuasione per l'intelligence (e la politica), Genova, Erga, 2004. ISBN 88-8163-355-8
- Bibliografia artigianato. La manualistica artigiana del Novecento: pubblicazioni su arti e mestieri in Italia dall'Unità ad oggi, Genova, Erga, 2004. ISBN 88-8163-358-2
- Il linguaggio e la retorica della nuova politica italiana: Silvio Berlusconi e Forza Italia, Genova, Erga, 2004. ISBN 88-8163-363-9
- Lezioni di politica di Henry Kissinger. Linguaggio, pensiero ed aforismi del più abile politico di fine Novecento, Genova, Erga, 2005. ISBN 88-8163-391-4
- Bibliografia ragionata sulla cultura delle immagini, Genova, Erga, 2005. ISBN 88-8163-415-5
- Il libro. Storia, tecnica, strutture, Arma di Taggia, Atene, 2006. ISBN 88-88330-29-1
- Manuale di sburocrazia. Analisi, note e proposte di correzione del linguaggio burocratico italiano,  Genova, Aba Libri, 2008. ISBN 978-88-6275-000-4
- Bancarese addio! Proposte di correzione del linguaggio bancario italiano, Genova, Aba Libri, 2008. ISBN 978-88-6275-003-5
- Il linguaggio di Benedetto XVI, al secolo Joseph Ratzinger, Genova, Erga, 2012. ISBN 978-88-8163-657-0
- Dica trentatré. Analisi, note e proposte di correzione del “medichese”, Genova, Erga, 2012. ISBN 978-88-8163-707-2
- Mi rimetto alla clemenza della corte. Analisi, note e proposte di correzione del linguaggio giuridico italiano, Genova, Erga, 2012. ISBN 978-88-8163-711-9
- Vita di Giovanni Gargiolli, fondatore del Gabinetto Fotografico Nazionale, Pisa, Il Campano, 2012. 	ISBN 978-88-6528-139-0
- Vita di Adolfo Bartoli, storico della letteratura, Pisa, Il Campano, 2013. ISBN 978-88-6528-195-6
- Vita di Amelia Sarteschi Calani, poetessa e patriota, Pisa, Il Campano, 2014. ISBN 978-88-6528-256-4
- Da che pulpito! Manuale sul linguaggio clericale e la comunicazione religiosa, Genova, Erga, 2015. ISBN 978-88-8163-848-2
- Bagaglio tecnico per scrittori. Manuale di stilistica del racconto e del romanzo, Genova, Erga, 2015. ISBN 978-88-8163-849-9
- Il linguaggio di papa Francesco, al secolo Jorge Bergoglio, Genova, Erga, 2015. ISBN 978-88-8163-850-5
- Vita e opere di Umberto Bassignani, scultore, Pisa, Il Campano, 2015. ISBN 978-88-6528-302-8
- Gli errori che un romanziere dovrebbe evitare, Genova, Erga, 2016. ISBN 978-88-8163-899-4
- Vita di Emanuele Gerini, storico e biografo, Pisa, Il Campano, 2016. ISBN 978-88-6528-342-4
- Editing: la revisione dei romanzi di scrittori esordienti (e non), Genova, Erga, 2017. ISBN 978-88-8163-909-0